# Baeus zabriskiei
Baeus zabriskiei är en stekelart som först beskrevs av William Harris Ashmead 1893.  Baeus zabriskiei ingår i släktet Baeus och familjen Scelionidae. Inga underarter finns listade.